# Yumi Arai The Concert with old Friends
『Yumi Arai The Concert with old Friends』（ユミ・アライ・ザ・コンサート・ウィズ・オールド・フレンズ）は、松任谷由実（ユーミン）の荒井由実名義でのライブ・アルバムである。1996年12月7日に東芝EMIよりリリースされた（TOCT-9770）。

## 解説
- 1996年8月13日～15日に中野サンプラザで行われたライブを収録。ライブアルバムとしては1986年の『YUMING VISUALIVE DA・DI・DA』以来10年ぶりのリリースとなった。
- 当時、荒井由実名義でセルフカバーシングル「まちぶせ」を発売するなど回顧的な活動を行っており、その一環として荒井由実時代の楽曲だけを集めたライブとなっている（アンコールの「春よ、来い」は除く）。バックバンドも荒井由実時代のレコーディングメンバーを集めた。なお、ミュージシャンとしては一線から退いていたドラマーの林立夫がこのライブで約10年ぶりに復帰を果たし、これをきっかけに音楽活動を再開している。
- DVDにはエンドロールにて「卒業写真」が音声のみ収録されている。その後「ひこうき雲」がレコーディングバージョンで流れる。
- 初回生産限定盤であるが、2017年現在でもCD店・インターネットショップなどで新品が入手できる場合がある。またレンタルCD店でも扱っている。
- CDにはコンサートのパンフレットの縮小版である「yumi arai book〜Memory of Summer 1996」が付属している。
- 同年12月20日に同名のライブビデオが発売されているが、こちらには「CHINESE SOUP」の代わりにサディスティック・ミカ・バンドの「タイムマシンにおねがい」が収録されているゲストは高中正義、高橋幸宏、ミカ。同ビデオのDVD版は5.1chサラウンド音声で2001年12月12日に発売された。
- 実際の公演

1. 卒業写真

2. あなただけのもの

3. 生まれた街で

4. 空と海の輝きに向けて

5. 返事はいらない

(13,14日のみ)

6. あの日にかえりたい

(Guest: 山本潤子)

7. 中央フリーウェイ

(全日演奏、14日はGuest: かまやつひろし)

8. CHINESE SOUP

9. ケンとメリー

〜愛と風のように〜

(弾き語り with Buzz)

10. ベルベット・イースター

(弾き語り)

11. ひこうき雲

(弾き語り)

12. ソバカスのある少女

(with Buzz + 鈴木茂)

13. 返事はいらない

(Guest: 高橋幸宏15日のみ)

14. タイムマシンにお願い

(Guest: ミカ、高中正義、高橋幸宏　15日のみ)

15. グッドラック・アンド・グッドバイ

16. 12月の雨

17. 雨のステイション

18. COBALT HOUR

19. まちぶせ

(EC)

1. 14番目の月

2. 春よ、来い

(DC)

1. 卒業写真

(with 山本潤子)

2. 海を見ていた午後

(14、15日のみ)

## 収録曲
1. あなただけのもの
2. 生まれた街で
3. 空と海の輝きに向けて
4. 返事はいらない
5. あの日にかえりたい
6. 中央フリーウェイ
7. CHINESE SOUP
8. ひこうき雲
9. グッド・ラック・アンド・グッドバイ
10. 12月の雨
11. 雨のステイション
12. COBALT HOUR
13. まちぶせ
14. 14番目の月
15. 春よ、来い

- 作詞・作曲：荒井由実（#15のみ松任谷由実）

## 参加アーティスト
- ボーカル:荒井由実
- ドラム:林立夫.CA．
- パーカッション:斉藤ノブ
- ベース:田中章弘
- ギター:鈴木茂
- キーボード:松任谷正隆、武部聡志
- サキソフォン:Jake H. Conception
- コーラス:東郷昌和 (BUZZ)、小出博志 (BUZZ)、松岡奈穂美、山本潤子（あの日にかえりたい）
- ヴァイオリン:日色純一（CHINESE SOUP）